# Saxifraga likiangensis
Saxifraga likiangensis är en stenbräckeväxtart som beskrevs av Adrien René Franchet. Saxifraga likiangensis ingår i Bräckesläktet som ingår i familjen stenbräckeväxter. Inga underarter finns listade i Catalogue of Life.